# Turken, Hälsingland
Turken är en sjö i Ljusdals kommun i Hälsingland och ingår i Ljusnans huvudavrinningsområde.